# Thyridopteryx ephemeraeformis
Thyridopteryx ephemeraeformis – gatunek motyla z rodziny koszówkowatych.

## Zasięg występowania
Ameryka Północna, występuje we wsch części USA od Atlantyku na wsch. po Nebraskę, Kolorado i Nowy Meksyk na zach, oraz od Wisconsin i Massachusetts na płn. po Zatokę Meksykańską na płd., a także na Bahamach, Kubie oraz Haiti.

## Budowa ciała
Rozpiętość skrzydeł wynosi 17–36 mm, długość dorosłych larw 18–23 mm, zaś koszyczków do 50 mm. Samice przypominają wyglądem gąsienice - są bezskrzydłe, pozbawione funkcjonalnych nóg, oczu i czułków, o miękkim i niemal nagim (z wyjątkiem kręgu ciemnych, wełnistych włosków na tylnym końcu odwłoka) ciele, ubarwionym żółtawo-biało. Samce silnie owłosione, ciemno ubarwione, z przezroczystymi skrzydłami.

## Biologia i ekologia

### Odżywianie
Gąsienice żerują na licznych gatunkach drzew, krzewów oraz roślin zielnych.

### Cykl życiowy
W ciągu roku występuje jedno pokolenie. Żerujące larwy przemieszczają się razem ze swoimi koszyczkami, w celu przepoczwarczenia przytwierdzają je jedwabną przędzą do gałązek. Dorosłe samice nigdy nie opuszczają swoich koszyczków, samce zaś, przy przeciskaniu się na zewnątrz tracą większość łuseczek ze swoich skrzydeł. Po odnalezieniu samicy samiec wkłada swój odwłok do jej koszyczka w celu kopulacji. Samica składa jaja wewnątrz własnego koszyczka, gdzie te zimują, na wiosnę zaś świeżo wylęgnięte larwy rozchodzą się po okolicy zaczynając formować własne koszyczki.

## Wrogowie naturalni
Parazytoidem tego gatunku jest gąsienicznik Itoplectis conquisitor.

## Znaczenie dla człowieka
Thyridopteryx ephemeraeformis jest uznawany za szkodnika tuj.